# Либеньский мост
Либеньский мост — бетонный мост в кубистическом стиле через реку Влтаву в Праге, 15-й по течению в городе. Соединяет районы Голешовице и Либень. Мост открыт в 29 октября 1928 года к 10 годовщине создания Чехословакии, поэтому изначально планировалось название «Мост Масарика». Либеньский мост заменил собой временный деревянный мост, возведённый в 1903 году.
Мост спроектирован инженерами Франком Менцелем (арочная часть) и Дашком (рамовые конструкции, статический расчёт). Архитектурное убранство выполнено Павлом Янаком в кубистическом стиле как реакция на излишнюю декоративность модерна.

## Название
- Либеньский мост (1928—1938);
- Баксов мост (1938—1940);
- Либеньский мост (1940—1945);
- Баксов мост (1945—1952);
- Сталинградский мост (1952—1962);
- Либеньский (до настоящего времени)[3][4].

## История
В 1901 году район Либень присоединён к Праге. На Влтаве начаты масштабные градостроительные работы вследствие размаха индустриализации пражских районов, речная пойма подверглась перепланировке. Необходимость связать промышленные районы предопределила появление моста. Появились Либеньский и Голешовицкий причалы, которые отчасти заменили Карлинский. В том числе в 1903 году построен временный деревянный мост на месте будущего Либеньского. Конструкция оказалась сильно новаторской — по деревянному мосту проложена трамвайная ветка, пролеты достигали 40 метров, в том числе использована бетонная арка толщиной до 200—260 мм и пролётом 17 метров. Модель этого моста хранится в Национальном техническом музее и выставляется на архитектурных фестивалях.

## Конструкция
Длина моста составляет 370 м, а если вместе с земляной рампой на стороне Голешивице — 780 м. Сооружение имеет пять сводчатых пролётов от 28 до 42 м, а также пролеты с несущей рамой.
Мост продемонстрировал ряд значимых технических решений, например, разделение арочных пролётов на четыре полосы. Несколько пролётов выполнены в виде трёхшарнирных арок из простого бетона без арматуры. Пятки этих арок лежат на консольных выступах 3—4,5 метров. Интерес представляют переходы от рам к аркам, а также закрепленные консольно лестницы по краям моста.